# Kotes
Kotes (variante femenina: Kotesová) es un apellido de origen eslovaco o alemán con la expansión registrada a Eslovaquia y República Checa. Proviene de la palabra de antiguo eslavo eclesiástico kota (en español «jaula» o «perro»), la palabra protoeslava kot (en español «gata») o la palabra alemana Gottes (en español «Divino»).[cita requerida]
En Eslovaquia en 1995 se encontró 224 veces, de los cuales 96 hombres y 128 mujeres. Ocurrió con mayor frecuencia en lugares como Pezinok, el distrito de Bratislava-vidiek (desde 1996 el distrito de Pezinok) (30);
Jablonové, el distrito de Bratislava-vidiek (desde 1996 el distrito de Malacky) (25); Kuchyňa, el distrito de Bratislava-vidiek (desde 1996 el distrito de Malacky) (18); Čataj, el distrito de Bratislava-vidiek (desde 1996 el distrito de Senec) (13); Petržalka (aldea de Bratislava), el distrito de Bratislava V (12); Trnava, el distrito de Trnava (12); Malacky, el distrito de Bratislava-vidiek (desde 1996 el distrito de Malacky) (10); Rohožník, el distrito de Senica (desde 1996 el distrito de Malacky) (7);
Trenčianska Teplá, el distrito de Trenčín (7); Partizánske, el distrito de Topoľčany (desde 1996 el distrito de Partizánske) (6); Ciudad Vieja (aldea de Bratislava), el distrito de Bratislava I (5);
Rača (aldea de Bratislava), el distrito de Bratislava III (4) a Modra, el distrito de Bratislava-vidiek (desde 1996 el distrito de Pezinok) (3).
En 2016 en República Checa fue encontrado 26 veces, de los cuales 11 hombres y 15 mujeres. Ocurrió con mayor frecuencia en lugares como Sokolov (10), Jeseník (5), Karlovy Vary (3), Příbram (2), Stod (2), Brno (2), Kraslice (1) y Tábor (1).